# Аль-Карама
«Аль-Карама» (араб. الكرامة) — сирійський футбольний клуб з міста Хомс. Заснований в 1928 році і вважається одним з найстаріших футбольних клубів Азії.

## Досягнення
- Чемпіон Сирії: 8

1975, 1984, 1983, 1996, 2006, 2007, 2008, 2009
- Володар Кубка Сирії: 8

1983, 1987, 1995, 1996, 2007, 2008, 2009, 2010
- Суперкубок Сирії: 2

1985, 2008
- Ліга Чемпіонів AFC:

2006 фіналіст
- Кубок AFC:

2009 фіналіст